# Chiasmocleis tridactyla
La rana de hojarasca de Perú (Chiasmocleis tridactyla) es una especie  de anfibio anuro de la familia Microhylidae.
Se distribuye por la región amazónica de Brasil, Colombia, Perú y Ecuador.